# Spicy (canción)
«Spicy» es una canción grabada por el grupo femenino surcoreano Aespa. Fue lanzada como sencillo principal de su tercer EP, My World, por SM Entertainment el 8 de mayo de 2023.

## Antecedentes y lanzamiento
El 16 de febrero de 2023, Lee Sung-soo publicó un video de 30 minutos en el que afirmó: «Lee Soo-man fue la razón por la que la canción de Aespa se retrasó» y señaló que el grupo debía lanzar nuevas canciones el 20 de febrero. Además, mencionó que Soo-man quería incluir temas ambientalistas, como la plantación de árboles y la sostenibilidad, en las canciones. Sin embargo, estas ideas fueron descartadas porque «no encajaban con el concepto del grupo» y provocaron malestar en el mismo. El 16 de marzo, SM Entertainment anunció que Aespa lanzaría un nuevo disco a principios de mayo. Posteriormente, el 17 de abril, se reveló que el tercer EP del grupo, titulado My World y compuesto por seis canciones, sería lanzado el 8 de mayo. 